# لئوپولد هورنر
لئوپولد هورنر (انگلیسی: Leopold Horner; ۲۴ اوت ۱۹۱۱ – ۵ اکتبر ۲۰۰۵) شیمیدان اهل آلمان بود که بیشتر به خاطر واکنش هورنر–وادزورث–امونز شناخته می شود.